# Pori Bears 2020
Questa voce raccoglie le informazioni riguardanti i Pori Bears nelle competizioni ufficiali della stagione 2020.

## I-divisioona 2020

### Stagione regolare
| Pori 25 luglio 2020, ore 18:00 1ª giornata | Pori Bears  | 15 – 14 (7-0 0-6 0-0 8-8) referto | East City Giants | Porin urheilukeskus\| Arbitro: \| R. Suojanen \| |
| Arbitro:                                   | R. Suojanen |                                   |                  |                                                  |

| Pori 1º agosto 2020, ore 15:00 2ª giornata | Pori Bears | 26 – 54 (6-20 12-14 8-14 0-6) referto | United Newland Crusaders | Porin urheilukeskus\| Arbitro: \| J. Kalevo \| |
| Arbitro:                                   | J. Kalevo  |                                       |                          |                                                |

| Tampere 8 agosto 2020, ore 17:30 3ª giornata | Tampere Saints | 54 – 6 (14-0 8-6 16-0 16-0) referto | Pori Bears | Pyynikin urheilukenttä (225 spett.)\| Arbitro: \| K. Lahtinen \| |
| Arbitro:                                     | K. Lahtinen    |                                     |            |                                                                  |

| Pori 15 agosto 2020, ore 15:00 4ª giornata | Pori Bears | 0 – 43 (0-6 0-16 0-7 0-14) referto | Kotka Eagles | Porin urheilukeskus\| Arbitro: \| Sipi \| |
| Arbitro:                                   | Sipi       |                                    |              |                                           |

| Rovaniemi 22 agosto 2020, ore 15:00 5ª giornata | Rovaniemi Nordmen | 13 – 53 (6-19 7-0 0-20 0-14) referto | Pori Bears | Susivouti (136 spett.) |

### Playoff
| Kotka 29 agosto 2020, ore 16:00 Semifinale | Kotka Eagles | 48 – 0 (14-0 17-0 3-0 14-0) referto | Pori Bears | Puistolan kenttä (200 spett.)\| Arbitro: \| Lindroos \| |
| Arbitro:                                   | Lindroos     |                                     |            |                                                         |

## Statistiche di squadra
| Competizione      | %Vittorie | In casa | In casa | In casa | In casa | In casa | In casa | In trasferta | In trasferta | In trasferta | In trasferta | In trasferta | In trasferta | Totale | Totale | Totale | Totale | Totale | Totale |
| Competizione      | %Vittorie | G       | V       | N       | P       | Pf      | Ps      | G            | V            | N            | P            | Pf           | Ps           | G      | V      | N      | P      | Pf     | Ps     |
| ----------------- | --------- | ------- | ------- | ------- | ------- | ------- | ------- | ------------ | ------------ | ------------ | ------------ | ------------ | ------------ | ------ | ------ | ------ | ------ | ------ | ------ |
| Stagione regolare | .400      | 3       | 1       | 0       | 2       | 41      | 111     | 2            | 1            | 0            | 1            | 59           | 67           | 5      | 2      | 0      | 3      | 100    | 178    |
| Playoff           | .000      | 0       | 0       | 0       | 0       | 0       | 0       | 1            | 0            | 0            | 1            | 0            | 48           | 1      | 0      | 0      | 1      | 0      | 48     |
| Totale            | .333      | 3       | 1       | 0       | 2       | 41      | 11      | 3            | 1            | 0            | 2            | 59           | 115          | 6      | 2      | 0      | 4      | 100    | 226    |